# 蜂耳洞崖墓群
蜂耳洞崖墓群位於四川省眉山市青神縣，文物遺址年代判定為漢。2012年7月16日公佈為第八批四川省文物保護單位。

## 簡介[2]
蜂耳洞崖墓群原名蜂咡洞洞穴墓群，位於四川省眉山市青神縣白果鄉五嘉壩村蜂耳洞半山腰崖壁上，共發現保存有漢代崖墓105座，分佈面積約2000平方公尺。墓葬形制基本一致，坐西南向東北（大槽坡處13座坐北向南）排列分佈較為規律。其中M51最大，墓室寬1.7公尺，高0.9公尺，深2.6公尺。M56較小，墓室寬0.76公尺，高0.6公尺，深1.2公尺。蜂耳洞崖墓群歷史悠久，形制獨特，規模壯觀，具有較高的考古研究價值。第三次全國文物普查新發現。